# こどものうた 〜KIDSが歌うPOP SONGコレクション〜
『こどものうた 〜KIDSが歌うPOP SONGコレクション〜』（こどものうた キッズがうたうポップ・ソングコレクション）は、2011年12月17日に発売された、子供がボーカルに用いた楽曲を集めたコンピレーション・アルバム。発売元はユニバーサルミュージック。

## 概要
テレビドラマやCMでヒットした、子役がメインボーカルの楽曲のみを集めた曲を8曲収録している。
ジャケットには、サンリオのリトルツインスターズ（キキララ）を起用している。また、発売日が土曜日になっていることも特筆される。

## 収録曲
1. マル・マル・モリ・モリ!
  - 薫と友樹、たまにムック。（作詞・作曲：宮下浩司）
  - フジテレビ系列ドラマチック・サンデー『マルモのおきて』主題歌
2. 黒ネコのタンゴ
  - 皆川おさむ（作詞：Francesco Pagano、Armando Soricillo、Francesco Saverio Maresca・日本語訳詞：見尾田みずほ・作曲：Francesco Pagano・編曲：小森昭宏）
3. たらこ・たらこ・たらこ
  - キグルミ（作詞：加藤良1・作曲：上野耕路）
  - キユーピー「あえるパスタソース たらこ」CM曲
4. ぼくの先生はフィーバー
  - 原田潤（作詞：橋本淳・作曲：平尾昌晃・編曲：若草恵）
  - 日本テレビ系列『熱中時代 先生編』第1シリーズ主題歌
5. 学園天国
  - フィンガー5（作詞：阿久悠・作曲：井上忠夫）
6. シティ・コネクション
  - エマニエル・ルイス（作詞：ミッキー・シュガー、作曲：ダニー・ロング（長戸大幸のペンネーム）、編曲：ミシェル・シミーン、訳詞：佐藤由佳）
7. まねきねこダックの歌
  - たつやくんとマユミーヌ（作詞・作曲：横尾嘉信 編曲：祐天寺浩美）
8. 山口さんちのツトム君
  - 川橋啓史（NHK東京児童合唱団）（作詞・作曲：みなみらんぼう）